# Жора, Михаил
Михаил Жора (рум. Mihail Jora; 14 августа 1891, Роман — 10 мая 1971, Бухарест) — румынский дирижёр и композитор армянского происхождения. Народный артист Румынии (1964).

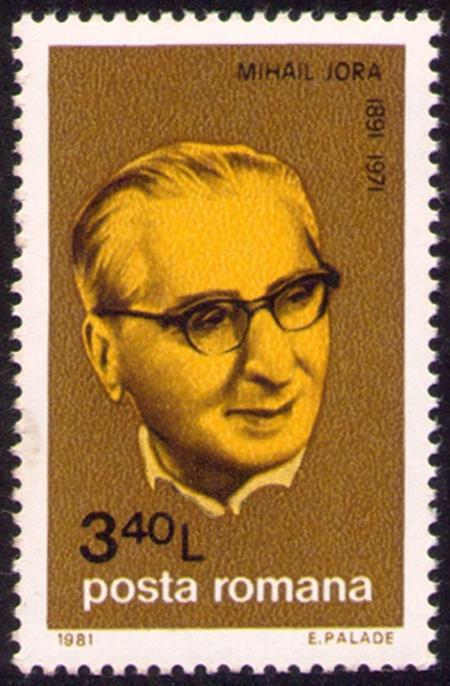
Почтовая марка Румынии с изображением Жора. 1981 г.

Учился в Лейпцигской консерватории у Макса Регера и Роберта Тайхмюллера. В 1928 году возглавил Оркестр Бухарестского радио, во главе которого находился до 1933 года; с оркестром под руководством Жоры дебютировал румынский скрипач Штефан Георгиу. В 1929—1962 годах — профессор Бухарестской консерватории, среди его учеников Фелича Дончану. С 1944 года — вице-президент Общества румынских композиторов. С установлением в Румынии социалистического режима попал под официальную проработку как представитель «формализма», однако после 1953 года обвинения такого рода были с него сняты. Автор симфонии, двух оркестровых сюит, четырёх балетов, камерной, хоровой и вокальной музыки.
Имя Михаила Жоры носят филармонический оркестр города Бакэу и концертный зал-студия Бухарестского радио.